# Sępopol
Sępopol [sɛ̃ˈpɔpɔl] (deutsch Schippenbeil) ist eine Stadt im Powiat Bartoszycki (Kreis Bartenstein) in der polnischen Woiwodschaft Ermland-Masuren mit etwa 2200 Einwohnern. Die Stadt ist außerdem Amtssitz der gleichnamigen Gmina (Stadt- und Landgemeinde) mit 42 Ortschaften.

## Geographische Lage Lage
Die Stadt liegt im ehemaligen Ostpreußen an der Einmündung der Guber in die Alle (poln. Łyna)  im Bartenland, etwa 13 Kilometer östlich von Bartoszyce (Bartenstein) und 60 Kilometer südöstlich von Kaliningrad (Königsberg). Die Entfernung zur Grenze der russischen Exklave Oblast Kaliningrad bei dem Grenzort Szczurkowo (Schönbruch) beträgt elf Kilometer.

## Geschichte

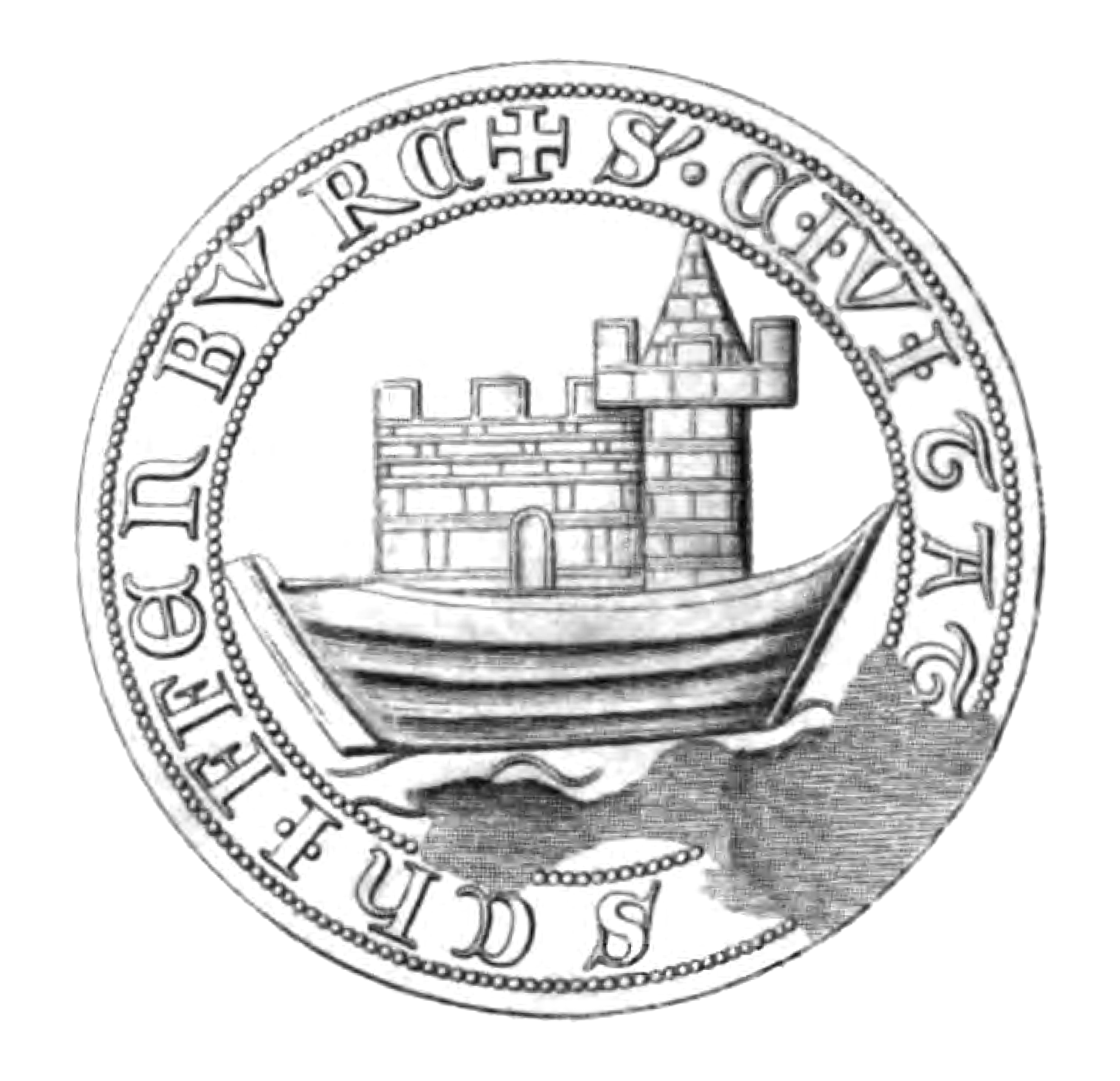
Siegelabdruck der Stadt von 1351 mit der Umschrift S'. CIVITAT[IS] SCHIFFENBURC

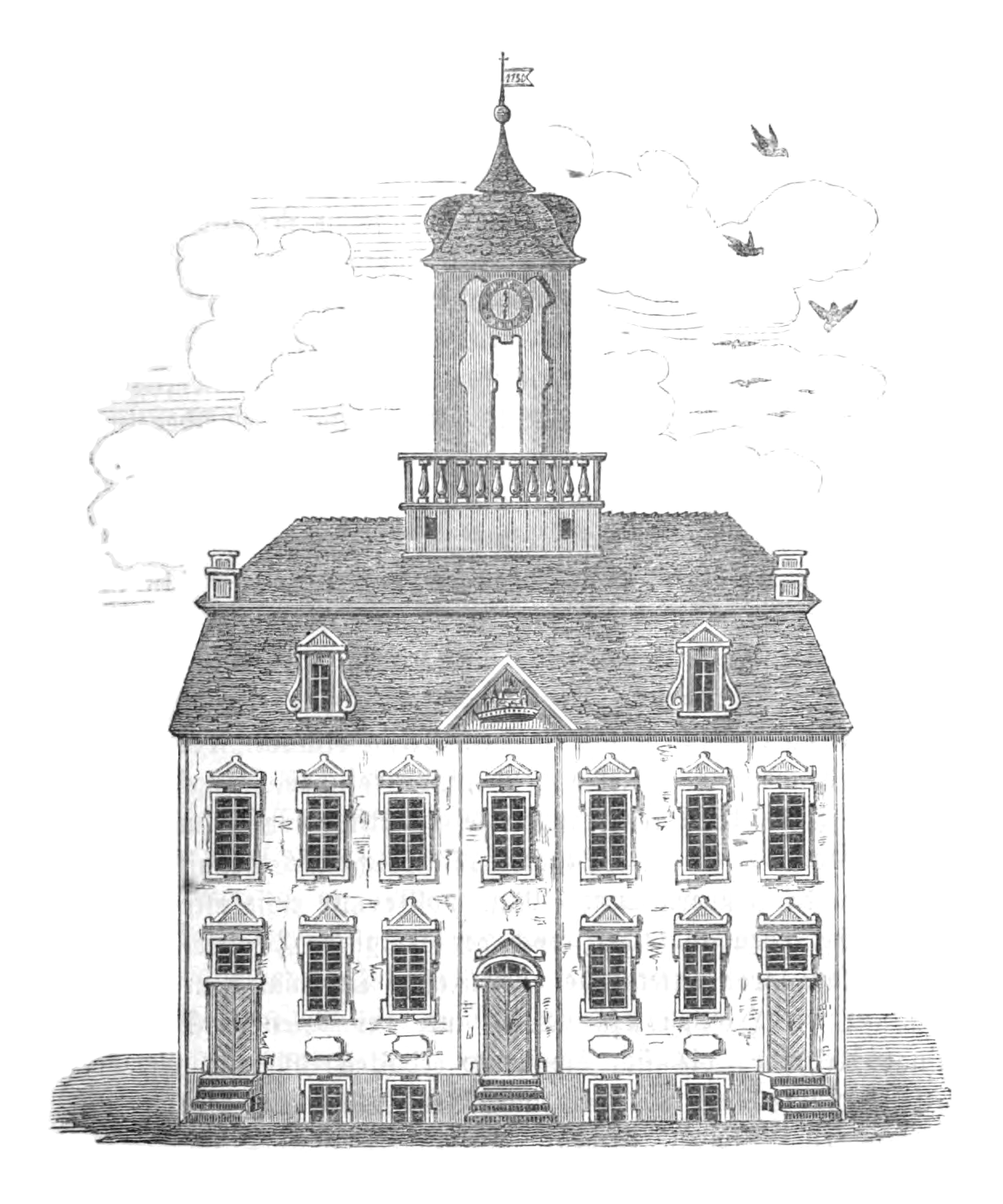
Historisches Rathaus, erbaut 1752–1753, zerstört 1807 durch Brand und nicht wieder aufgebaut.

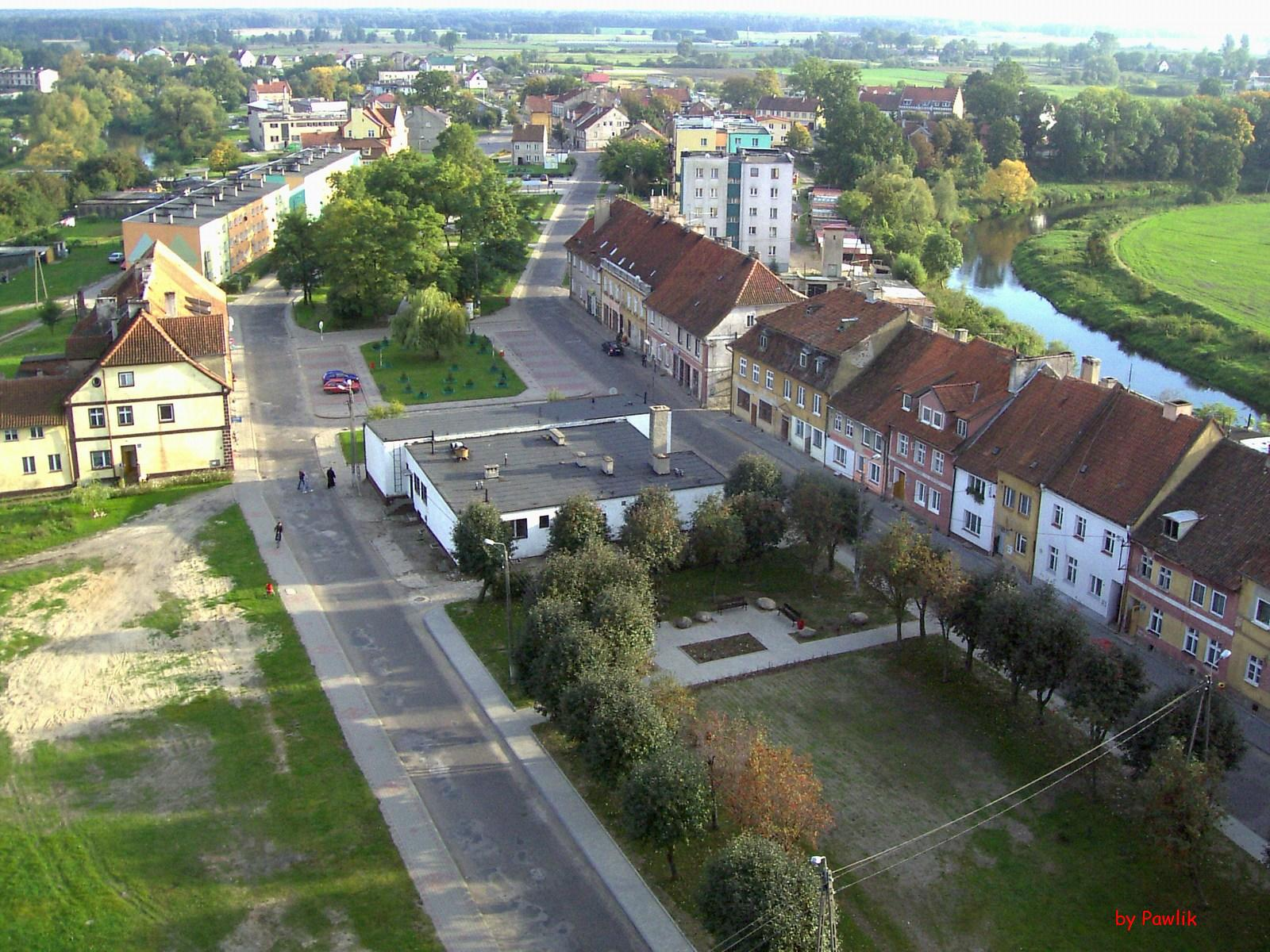
Stadtpanorama, vom Kirchturm aus gesehen.

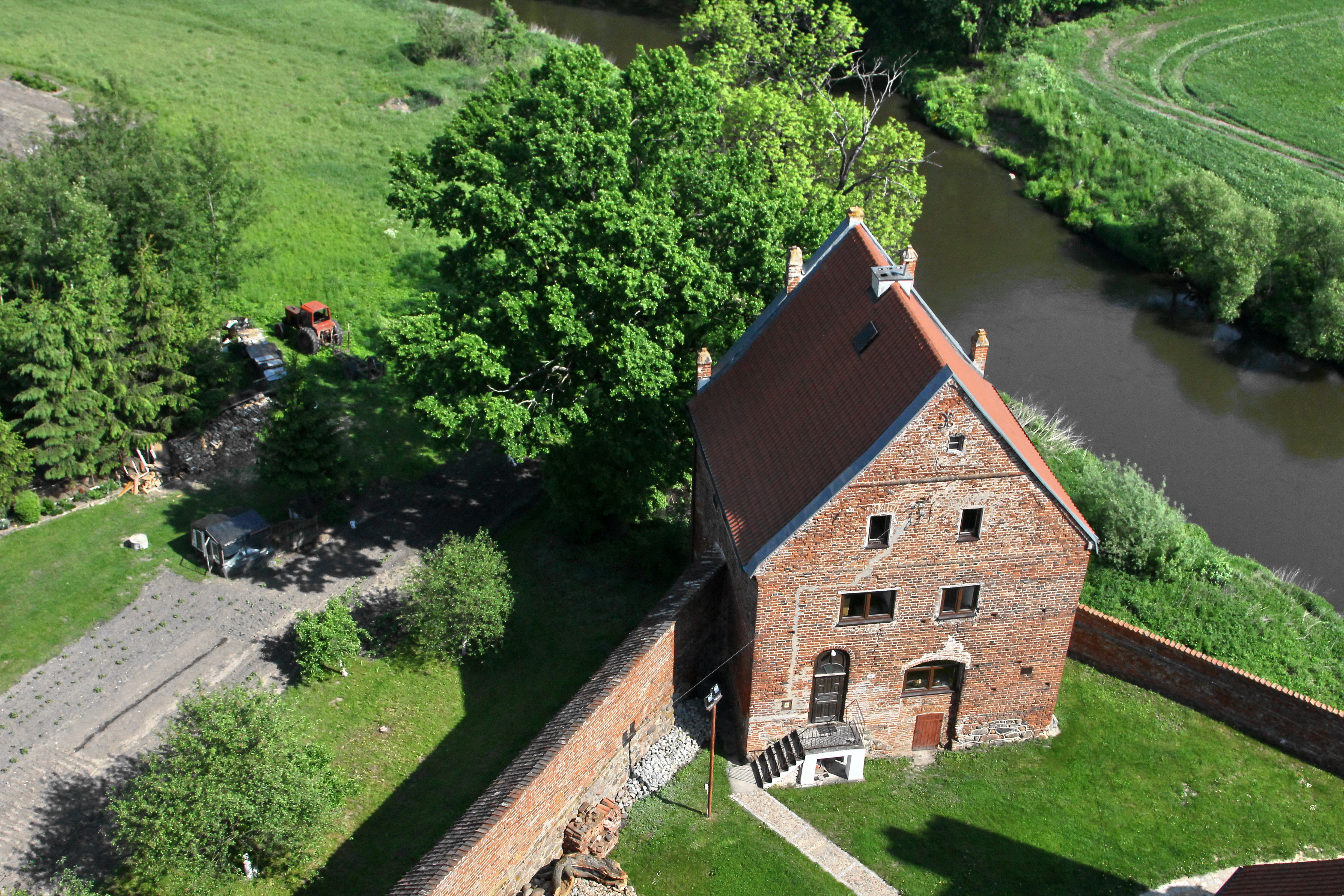
Teil einer Festungsanlage

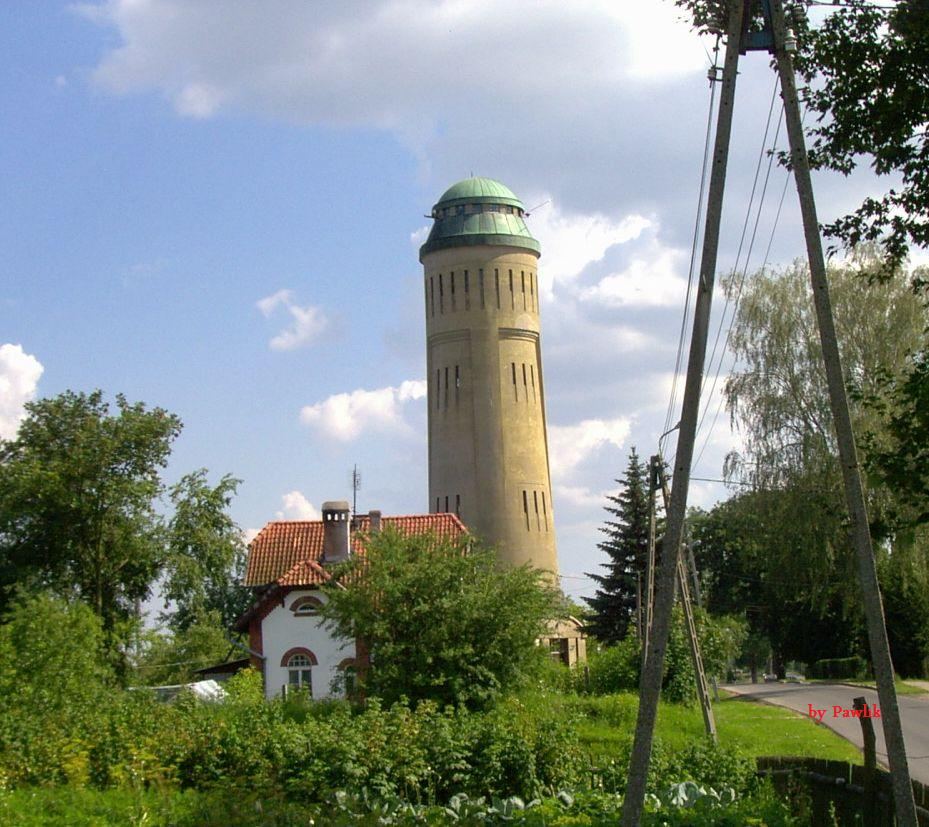
Alter Wasserturm

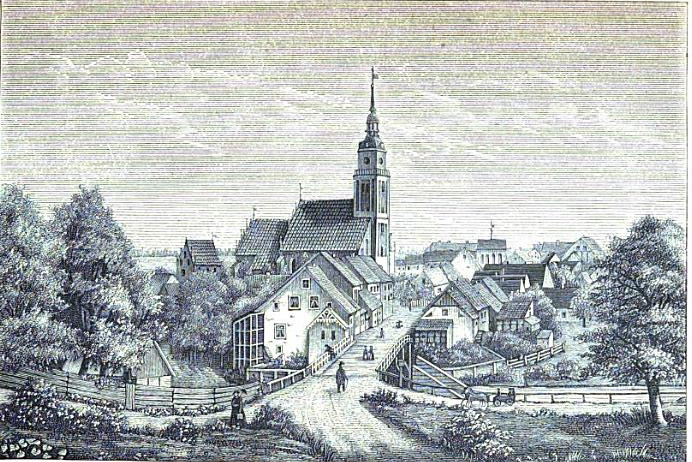
Schippenbeil um 1872 (nach einer Darstellung der Pfarrersfrau Gregorovius).

Die nach 1945 als Sepopol benannte Stadt wurde in der Nähe einer prussischen Siedlung erbaut, nach Goldbeck im Jahr 1230, und auf alten Stadtsiegeln Schiffenburc oder Schiffenburg genannt. Die Stadt scheint danach zerstört worden zu sein, denn 1351 erhielt sie vom Hochmeister des Deutschen Ordens eine Handfeste. Ein Siegelabdruck an der Urkunde von 1351 zeigte ein Schiff vor dem Hintergrund einer Burg mit der Umschrift S'. CIVITATIS SCHIFFENBURC. Dass der später übliche Name Schippenbeil nach dem Komtur des Deutschen Ordens Ludwig von Schippen benannt ist, gilt nicht als sicher. Ebenso ungewiss ist, ob der Ortsname, der früher auch Scheppenbil und Scheffenbil gelautet hatte, darauf zurückzuführen ist, dass hier einmal der Sitz eines Schöffen war, wie Johannes Voigt vorgeschlagen hat. Die Endung „Beil“ deutet auf die altpreußische Siedlung hin (vgl. das deutsche Wort Weiler, aber auch die weiter westlich gelegene Stadt Heiligenbeil). Nachdem es innerhalb des Deutschordensstaats zu einem Streit um Ländereien zwischen dem Bischof von Ermland und dem Deutschen Orden gekommen war, wurde in einem Schiedsverfahren vom 28. und 29. Juli 1374 die bis in die Neuzeit gültigen Grenzen Ermlands festgelegt, und die Städte Rastenburg, Bartenstein und Schippenbeil wurden dem Orden zugesprochen.
Im Jahr 1749 brannte das alte, zwei Etagen hohe Rathaus in Stadtmitte ab. 1753 wurde ein neues Rathaus in Massivbauweise fertiggestellt, dessen Baukosten 4000 Taler betragen hatten. 1807 wurde dieses architektonisch ansprechend gestaltete Rathaus in der Nacht vor der Schlacht bei Friedland von den Russen niedergebrannt. Die Ruine des Rathauses wurde danach abgetragen, und der frühere Standplatz wurde gepflastert und diente seither als Teil des Marktplatzes.
Von 1818 bis 1927 gehörte Schippenbeil zum Landkreis Friedland und – nach dessen Umbenennung – von 1927 bis 1945 zum Landkreis Bartenstein im Regierungsbezirk Königsberg der Provinz Ostpreußen des Deutschen Reichs.
Die Stadt blieb die Jahrhunderte hindurch immer sehr klein, obwohl sie an einem wichtigen Übergang über die Alle liegt. Die Altstadt liegt am linken Ufer des Flusses, doch bildete sich entlang der nach Osten führenden Hauptstraße rechts des Flusses die Bartener Vorstadt. Als in den 1860er Jahren die Hauptbahn Königsberg–Lyck–Grajewo–Białystok gebaut wurde, lehnte die Stadtverwaltung auf Druck der ansässigen Fuhrleute einen Anschluss ab und vergab damit eine wichtige Entwicklungschance. Erst sehr viel später wurde die Stadt durch eine kurze Stichbahn nach Wöterkeim mit der Hauptstrecke verbunden.
Die Einwohnerzahl erreichte 1871 mit 3250 ihren Höhepunkt, sank dann aber bis zum Ersten Weltkrieg wieder auf 2400. Am Anfang des 20. Jahrhunderts hatte Schippenbeil eine evangelische Kirche, ein Amtsgericht, eine Maschinenfabrik, ein großes Mühlwerk und zwei Dampfsägewerke.
Während des Zweiten Weltkriegs befand sich in Schippenbeil ein Außenarbeitslager des KZ Stutthof. Wie die meisten ostpreußischen Städte wurde auch Schippenbeil bei Kriegsende 1945 stark zerstört. Kurz nach  Kriegsende 1945 wurde Schippenbeil von der Sowjetunion der Volksrepublik Polen zur Verwaltung überlassen. Für Schippenbeil wurde die polnische Ortsbezeichnung Sępopol eingeführt. Soweit die deutschen Bewohner nicht geflohen waren, wurden sie in der Folgezeit größtenteils von der örtlichen polnischen Verwaltungsbehörde vertrieben.
Heute ist die Stadt Sitz einer polnischen Stadt- und Landgemeinde. Erhalten geblieben sind die stattliche Kirche der Stadt und eine Häuserzeile am Markt. Die abseitige Lage an der Grenze behindert die Entwicklung des Ortes.

### Demographie
| Jahr | Einwohner | Anmerkungen |
| ---- | --------- | --- |
| 1744 | 1343      | [ 10 ] |
| 1767 | 1516      | in 211 Wohnhäusern |
| 1777 | 1810      | in 267 Wohnhäusern |
| 1782 | > 1800    | ohne die Garnison (zwei Grenadierkompanien) |
| 1802 | 1990      | [ 11 ] |
| 1810 | 1515      | [ 11 ] |
| 1816 | 1714      | davon 1686 Evangelische und 28 Katholiken (keine Juden) |
| 1821 | 1957      | in 208 Privatwohnhäusern |
| 1831 | 2191      | [ 12 ] |
| 1852 | 2909      | [ 13 ] |
| 1858 | 2879      | davon 2819 Evangelische, 27 Katholiken und 33 Juden |
| 1864 | 3205      | am 3. Dezember |
| 1871 | 3250      | in 256 Wohnhäusern |
| 1875 | 3155      | [ 16 ] |
| 1880 | 3174      | [ 16 ] |
| 1890 | 2996      | davon zwölf Katholiken und 68 Juden |
| 1905 | 2369      | [ 9 ] |
| 1910 | 2475      | Stadt, mit einer evangelischen Pfarrkirche, einer Synagoge, einem Amtsgericht, einem Krankenhaus, einer kaufmännischen und gewerblichen Fortbildungsschule, einem Knaben-Waisenhaus, einer Mühle, einer Brauerei, Sägewerken, einer Ziegelei, einer Färberei, Getreidehandel sowie Vieh- und Pferdemärkten |
| 1933 | 2798      | [ 16 ] |
| 1939 | 3436      | [ 16 ] |

| Jahr      | 1995 | 2000 | 2005 |
| --------- | ---- | ---- | ---- |
| Einwohner | 2284 | 2283 | 2101 |

Balkendiagramm der Einwohnerzahlen

## Kirchen

### Evangelische Kirche

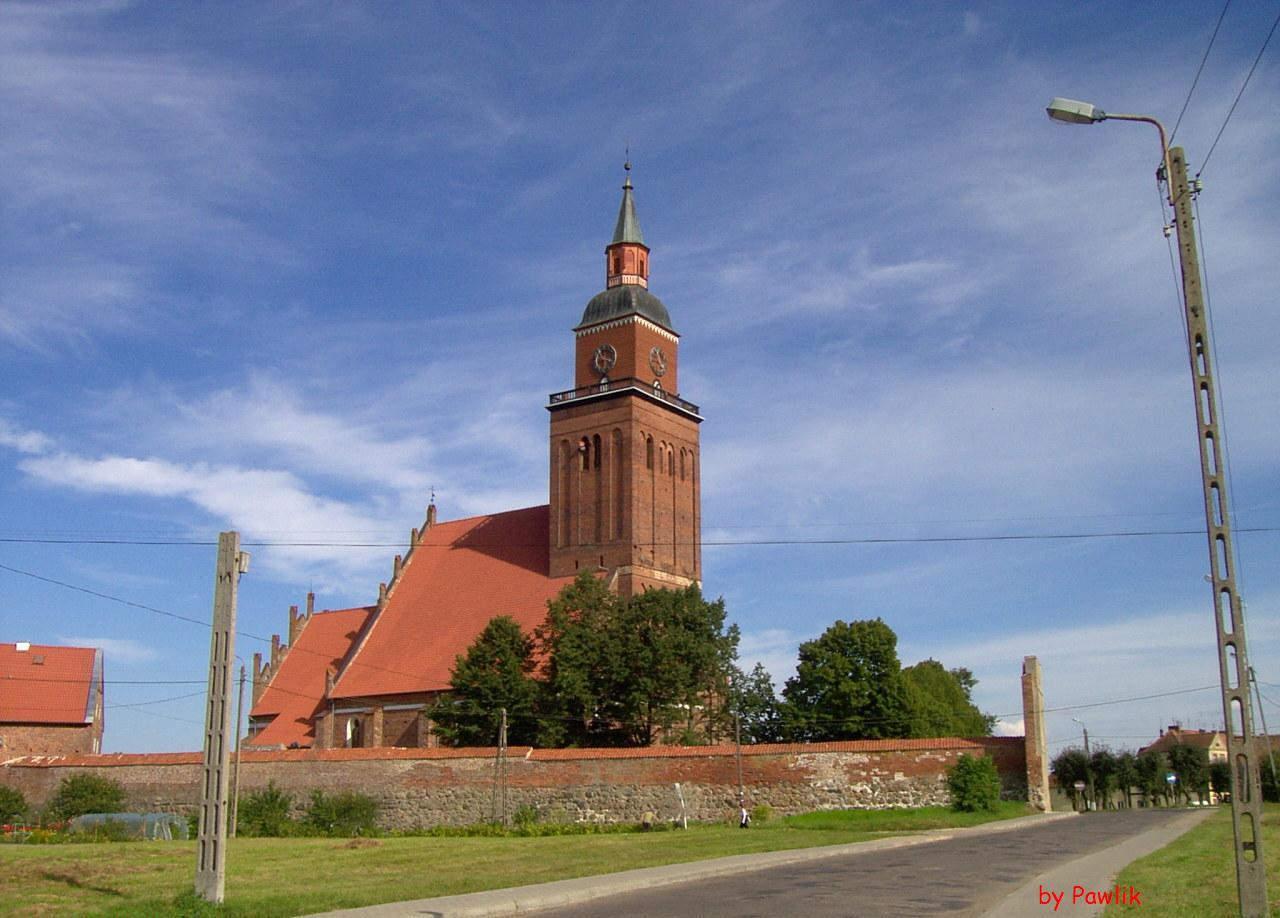
Stadtkirche (bis 1945 evangelisch)

Schippenbeil war schon in vorreformatorischer Zeit ein Kirchdorf. Die Reformation hielt hier dann recht früh Einzug. Die Stadt gehörte vor 1945 zum Kirchenkreis Friedland (Ostpr.) (heute russisch: Prawdinsk), zuletzt zum Kirchenkreis Bartenstein (polnisch: Bartoszyce) in der Kirchenprovinz Ostpreußen der Evangelischen Kirche der Altpreußischen Union.
Heute in Sępopol lebende evangelische Kirchenglieder gehören zur Kirchengemeinde Bartoszyce (Bartenstein), die eine Filialgemeinde von Kętrzyn (Rastenburg) in der Diözese Masuren der Evangelisch-Augsburgischen Kirche in Polen ist.

#### Kirchspielorte
Bis 1945 gehörte zur Kirchengemeinde Schippenbeil ein weitgedehntes Kirchspiel mit den Ortschaften:
| Deutscher Name (bis 1945) | Polnischer Name |  | Deutscher Name (bis 1945)          | Polnischer Name |
| ------------------------- | --------------- |  | ---------------------------------- | --------------- |
| Anger                     |                 |  | Pöhnen                             | Pieny           |
| Arndshof                  | Domkowo         |  | Prantlack                          | Prętławki       |
| Blunken                   | Błonie          |  | Rohden, bis 1938: Schippenbeilshof | Sępopolski Dwór |
| Boritten                  | Boryty          |  | Romsdorf                           | Romankowo       |
| Dojaunen                  | Laguny          |  | Roschehnen                         | Rusajny         |
| Gilgenau                  |                 |  | Roskeim                            | Roskajmy        |
| Honigbaum                 | Miedna          |  | Rückgarben                         | Rygarby         |
| Karlsfelde                | Karolewo        |  | Schippenbeil                       | Sępopol         |
| Kinnwangen                | Kinwągi         |  | Schmirdtkeim (Waldhaus)            | Śmiardowo       |
| Landskron                 | Smolanka        |  | Stolzenfeld                        | Stopki          |
| Langendorf                | Długa           |  | Talowo                             | Tałowo          |
| Lehwaldsruh               | Masuńskie Włóki |  | Thorms                             | Turcz           |
| Louisenhof                | Łobzowo         |  | Wöterkeim                          | Wiatrowiec      |
| Massaunen                 | Masuny          |  |                                    |                 |

#### Pfarrer
Von der Reformation bis 1945 amtierten jeweils zwei Geistliche (Pfarrer und Diakonus) in Schippenbeil:
- Johann Ortle, bis 1527
- Valentin Wildemannsdorf, 1526–1527
- Adam N.
- Benedict Weier, 1527–1550
- Simon Steger, 1550–1551
- Franciscus Marshausen, 1550–1555
- Samuel Hebel, 1551–1555
- Thomas N., 1553
- Abraham Röder, 1555–1556
- Friedrich Hofmann, 1556–1562
- Johann Freudenhammer, 1556–1567
- Jacob Buschcke, 1562–1568
- Crispin Radewalt, 1567–1568
- Joachim Groß, 1568–1569
- David Tymno, 1569–1573
- Matthias Sokolowius, ab 1569
- Vincentius N., bis 1572
- David Kolbe, 1572–1576
- Heinrich Schönhut, 1573–1581
- G. Halbach v. d. Pforte, 1576–1581
- Christoph Schulz, 1581–1582
- Martin Prätorius (Schultz), 1582–1588
- Siegismund Weier, 1583–1585
- Albert Wilhelmi, 1585
- Georg Poltzin, 1585–1602
- Jonas Wolstein, 1588–1592
- Georg Kluge, 1593–1643
- Justus Grube, 1602–1611
- Leonhard Fabritius, 1611–1620
- Adam Prätorius, bis 1630
- Matthäus Wilde, 1630–1644
- Christian Schnepfmüller, 1643–1653
- Johann Reichel, 1644–1646
- Martin Weiß, 1646–1654
- Philipp Cramer, 1653–1660
- Christian Wilcke, 1654–1656
- Adam Gorlovius, 1656–1657
- Johann Blanckenstein, 1658–1676
- Paul Crüger, 1661–1679
- Adam Stendel, 1676–1700
- Johann Zeidler, 1680–1710
- Martin Gottfried Dorn, 1699–1722
- Daniel Walther, 1700–1718
- Christoph Cramer, 1718–1721
- Adam Neumann, 1722–1728
- Daniel Fischer, 1723–1730
- Bernhard Matzke, 1728–1731
- Samuel Hart, 1731–1761
- Johann Georg Segers, 1731–1783
- Gottfried Heinrich Friederici, 1761–1783
- Georg Wilhelm Hausdorf, 1783–1787
- Johann Georg Segers, 1783–1814
- Carl Friedrich Norgarb, 1787–1838
- Christoph Michael Nietzki, 1814–1824
- Carl Ludwig Fürchtegott Hintz, 1824–1854
- Carl Eduard Hinz, 1839–1873
- Rudolf (Carl F.) Gregorovius, 1855–1866[22]
- Friedrich Adolf Günther, 1866–1878
- Hugo Theodor Burdach, ab 1873
- C. F. Rudolf Wilimzig, 1878–1903
- Carl Wilhelm Hugo Freyberg, 1880–1882
- Otto Koschorrek, 1882–1884
- Julius Karl Kasemir, 1884–1888
- Otto Eugen Bierfreund, 1888–1889
- Paul Heinrich Adolf Ruppel, 1889–1893
- Friedrich Ellenfeld, 1893–1899
- Wilhelm K. T. Grigull, 1899–1907
- Ernst Wedemann, 1903–1911
- Paul Rudolf Müller, 1907–1913
- Karl Wilhelm Otto Henkel, 1912–1920
- Friedrich Wilhelm Worm, 1913–1942
- Karl Hermann Samland, 1921–1928
- Johannes Hirsch, 1929–1945
- Klaus Ewert, 1942–1945

#### Kirchenbücher
Die Kirchenbücher der Pfarre Schippenbeil sind bis auf wenige Lücken erhalten. Sie werden heute im Evangelischen Zentralarchiv in Berlin-Kreuzberg aufbewahrt:
- Taufen: 1654 bis 1944
- Trauungen: 1723 bis 1944
- Begräbnisse: 1723 bis 1944.

### Katholische Kirche
Heute leben in Sępopol fast ausnahmslos römisch-katholische Christen. Die Michaeliskirche wurde nach 1945 zugunsten der katholischen Kirchengemeinde zwangsenteignet. Sępopol ist wieder Pfarrsitz und zugleich Zentrum für das Dekanat Sępopol im Erzbistum Ermland der Katholischen Kirche in Polen. Der Dekanatsbezirk umfasst sechs Pfarreien: Lipica (Lindenau), Lwowiec (Löwenstein), Łabędnik (Groß Schwansfeld), Sątoczno (Leunenburg) Sępopol und Sokolica (Falkenau).

## Sehenswürdigkeiten

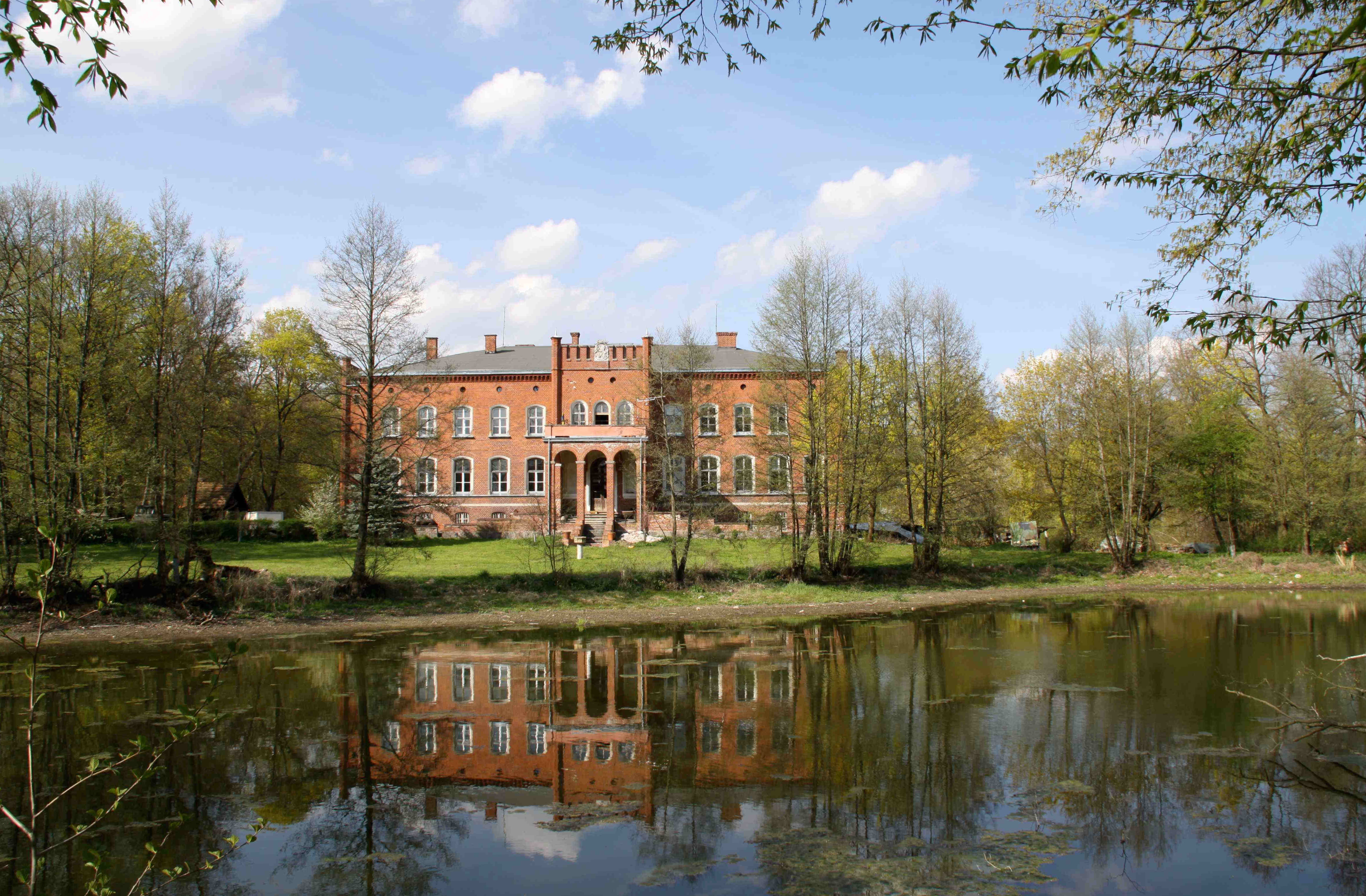
Schloss Juditten

- gotische Michaeliskirche mit auffallende niedrigem Chor und erhalten gebliebener Ausstattung
- Wasserturm von 1912
- Reste der altstädtischen Bebauung
- das alte Küsterhaus nahe der Kirche
- die teilweise erhalten gebliebene Stadtmauer
- Schloss Juditten
- die schöne Lage an der Alle

## Persönlichkeiten
- Heinrich Hagen (1709–1772), deutscher Pharmazeut und Chemiker[24]
- Johann Heinrich Hagen (1738–1775), deutscher Pharmazeut und Naturforscher[24]
- Karl von Gamp-Massaunen (1846–1918), Gutsbesitzer, Politiker und Reichstagsabgeordneter
- Isidor Levy (1852–1929), deutsch-jüdischer Journalist
- Margarethe Kossak (1855–nach 1928), deutsche Schriftstellerin
- Otto Herrnring (1858–1921), deutscher Architekt
- Curt von Hagen (1859–1897), deutscher Landeshauptmann der Kolonie Deutsch-Neuguinea
- Kurt von Rozynski (1864–1940), deutscher Genremaler und Illustrator
- Bruno Zeiß (1887–1972/73), war zwischen 1916 und 1945 Bürgermeister der Stadt
- Walter Thoms (1899–1994), deutscher Betriebswirt
- William G. Niederland (1904–1993), deutsch-amerikanischer Psychoanalytiker
- Günther Bartke (1923–2008), deutscher Ökonom

## Gmina Sępopol
Die Stadt- und Landgemeinde Sępopol umfasst eine Fläche von 247 km², was 19 % der Fläche des gesamten Powiat Bartoszycki entspricht. 17 % davon sind Waldfläche, 72 % Ackerland.
Nachbargemeinden von Sępopol sind:
- im polnischen Staatsgebiet: Barciany (Barten), Bartoszyce (Bartenstein) und Korsze (Korschen)
- auf russischer Seite: Domnowo (Domnau) und Prawdinsk (Friedland (Ostpr.)).

### Gemeindegliederung
Die Stadt- und Landgemeinde besteht aus folgenden Ortschaften:
| polnischer Name | deutscher Name (bis 1945) |  | polnischer Name | deutscher Name (bis 1945)       |  | polnischer Name | deutscher Name (bis 1945) |
| --------------- | ------------------------- |  | --------------- | ------------------------------- |  | --------------- | ------------------------- |
| Boryty          | Boritten                  |  | Masuny          | Massaunen                       |  | Różyna          | Rosenort                  |
| Długa           | Langendorf                |  | Melejdy         | Mehleden                        |  | Rusajny         | Roschenen                 |
| Domarady        | Dompendehl                |  | Miedna          | Honigbaum                       |  | Rygarby         | Rückgarben                |
| Dzietrzychowo   | Dietrichsdorf             |  | Ostre Bardo     | Klingenberg                     |  | Sępopol         | Schippenbeil              |
| Gaj             | Grünhof                   |  | Park            | Park                            |  | Śmiardowo       | Schmirdtkeim              |
| Gierkiny        | Gerkiehnen                |  | Pasławki        | Paßlack                         |  | Smodajny        | Schmodehnen               |
| Gulkajmy        | Gahlkeim                  |  | Poniki          | Groß Poninken                   |  | Smolanka        | Landskron                 |
| Judyty          | Juditten                  |  | Prętławki       | Prantlack                       |  | Stopki          | Stolzenfeld               |
| Kinwągi         | Kinnwangen                |  | Przewarszyty    | Prauerschitten                  |  | Szczurkowo      | Schönbruch                |
| Langanki        | Langhanken                |  | Retowy          | Rettauen                        |  | Trosiny         | Trosienen                 |
| Lipica          | Lindenau                  |  | Rogielkajmy     | Rockeln                         |  | Turcz           | Thorms                    |
| Liski           | Liesken                   |  | Romaliny        | Abbau Romahn 1921–45 Romahnshof |  | Wanikajmy       | Woninkeim                 |
| Lwowiec         | Löwenstein                |  | Romankowo       | Romsdorf                        |  | Wiatrowiec      | Wöterkeim                 |
| Majmławki       | Mamlack                   |  | Roskajmy        | Roskeim                         |  | Wodukajmy       | Woduhnkeim                |

Außerdem: Chełmiec (Kolbitzen), Dobroty (Theresenthal).
Am 1. Oktober 1938 wurde die Landgemeinde Schwaden, die vorher Sawadden hieß, aus dem Kreis Rastenburg nach Pasławki (Paßlack) im Kreis Bartenstein(Ostpr) umgegliedert. Es handelt sich um einen heute untergegangenen Ort.

## Verkehr
Von der Kreisstadt Bartoszyce (Bartenstein) und der Nachbarstadt Korsze (Korschen) führen Straßen direkt in die Stadt Sępopol, die mit ihrem ländlichen Umland durch zahlreiche Nebenstraßenverbindungen eng vernetzt ist. Der Personenverkehr auf der früheren Kleinbahn Wöterkeim–Schippenbeil wurde 1990 eingestellt, die Strecke wurde stillgelegt und abgebaut.